# Formelemotiveringsplicht
De formelemotiveringsplicht is in België een beginsel van behoorlijk bestuur.
De artikelen 2 en 3 van de wet van 29 juli 1991 betreffende de uitdrukkelijke motivering van de bestuurshandelingen verplichten de besturen hun bestuurshandelingen uitdrukkelijk te motiveren. Deze formelemotiveringsplicht houdt in dat in de beslissing zelf op een afdoende wijze de juridische en feitelijke overwegingen moeten worden vermeld die aan de beslissing te grondslag liggen. 
Het belangrijkste doel van de formelemotiveringsverplichting is dat verzoeker in de hem betreffende akte zelf de motieven moet kunnen aantreffen op grond waarvan ze werd genomen, zodat hij met kennis van zaken zou kunnen uitmaken of het gepast is de beslissing met een annulatieberoep te bestrijden.